# Lijst van Gradungulidae
Deze pagina geeft en overzicht van alle wetenschappelijk beschreven soorten spinnen uit de familie Gradungulidae.

## Gradungula
Gradungula Forster, 1955
- Gradungula sorenseni Forster, 1955

## Kaiya
Kaiya Gray, 1987
- Kaiya bemboka Gray, 1987
- Kaiya brindabella (Moran, 1985)
- Kaiya parnabyi Gray, 1987
- Kaiya terama Gray, 1987

## Macrogradungula
Macrogradungula Gray, 1987
- Macrogradungula moonya Gray, 1987

## Pianoa
Pianoa Forster, 1987
- Pianoa isolata Forster, 1987

## Progradungula
Progradungula Forster & Gray, 1979
- Progradungula carraiensis Forster & Gray, 1979
- Progradungula otwayensis Milledge, 1997

## Spelungula
Spelungula Forster, 1987
- Spelungula cavernicola Forster, 1987

## Tarlina
Tarlina Gray, 1987
- Tarlina daviesae Gray, 1987
- Tarlina milledgei Gray, 1987
- Tarlina noorundi Gray, 1987
- Tarlina simipes Gray, 1987
- Tarlina smithersi Gray, 1987
- Tarlina woodwardi (Forster, 1955)